# AN-M88
AN-M88 – amerykańska bomba odłamkowa wagomiaru 220 funtów. Była stosowana podczas II wojny światowej przez lotnictwo US Navy i USAAC.

## Bibliografia

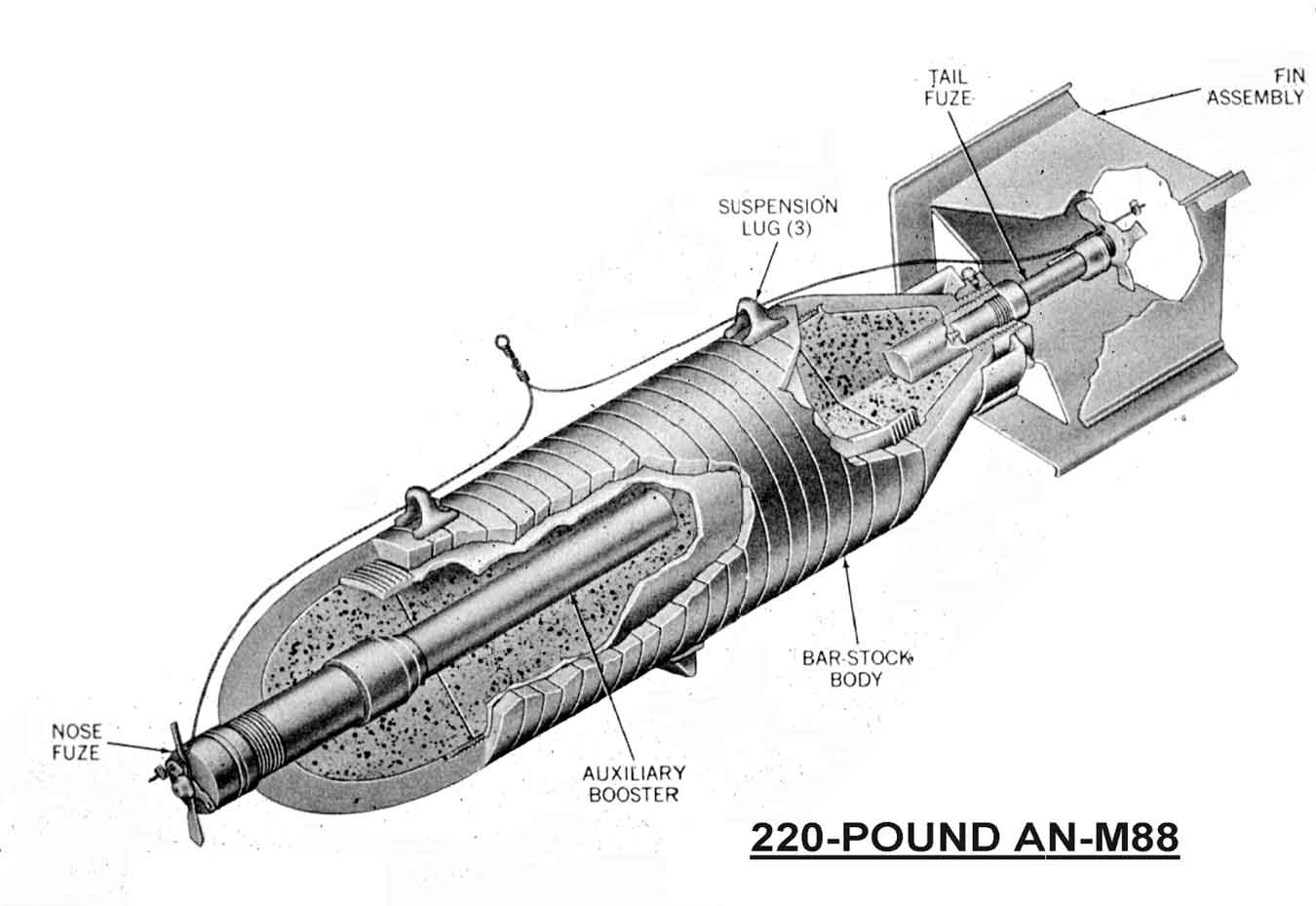
Przekrój bomby AN-M88